# Iniistius bimaculatus
Iniistius bimaculatus là một loài cá biển thuộc chi Iniistius trong họ Cá bàng chài. Loài này được mô tả lần đầu tiên vào năm 1829.

## Từ nguyên
Từ định danh của loài cá này, bimaculatus, trong tiếng Latinh có nghĩa là "có hai đốm" (bi: "hai" + maculatus: "có đốm"), hàm ý đề cập đến đốm nâu sẫm (hoặc đen) ở hai bên thân của cá đực.

## Phạm vi phân bố và môi trường sống
I. bimaculatus có phạm vi phân bố rộng rãi trên Ấn Độ Dương - Thái Bình Dương (phong phú ở Ấn Độ Dương và rải rác ở Tây Thái Bình Dương). Từ Biển Đỏ, phạm vi của loài này mở rộng đến vịnh Aden và khắp bờ biển bán đảo Ả Rập; từ vịnh Ba Tư, I. bimaculatus được ghi nhận dọc theo vùng bờ biển các nước Nam Á đến Digha (bờ đông Ấn Độ); ở phạm vi phía đông, I. bimaculatus được biết đến ở phía nam đảo Sulawesi (Indonesia) và Đông Papua New Guinea.
I. bimaculatus sống gần các rạn san hô trên nền đáy cát, tuy nhiên chúng có thể được tìm thấy trong các thảm cỏ biển và tảo biển, nhưng hiếm khi được quan sát ở khu vực nền bùn.

## Mô tả
Chiều dài cơ thể tối đa được ghi nhận ở I. bimaculatus là 28,5 cm. Trán dốc và cứng chắc là điểm đặc trưng của hầu hết các loài thuộc chi Iniistius. Điều này giúp chúng có thể dễ dàng đào hang dưới cát bằng đầu của mình.
Cơ thể của I. bimaculatus có màu xám nhạt đến màu hồng tươi, với một đốm đen ở hai bên thân (nằm trùng với vị trí chóp vây ngực khi khép vào). Cá cái không có đốm đen này như cá đực. Một vệt màu vàng tươi thường xuất hiện ở đằng trước đốm đen này. Thân rải rác những chấm nhỏ màu đỏ da cam, tập trung nhiều nhất ở đường bên. Vùng mõm có màu hơi vàng. Chóp các tia và gai vây lưng có màu hồng đậm. Vây đuôi có các đường sọc màu xanh lam nhạt và màu vàng cam với nhiều chấm màu cam/hồng. Vây hậu môn có màu lam nhạt gần gốc, phần còn lại có màu vàng nhạt.